# Tjubjajauren
Tjubjajauren är en sjö i Kiruna kommun i Lappland och ingår i Torneälvens huvudavrinningsområde. Sjön har en area på 0,215 kvadratkilometer och ligger 442 meter över havet. Tjubjajauren ligger i Torneträsk-Soppero fjällurskog Natura 2000-område.

## Delavrinningsområde
Tjubjajauren ingår i det delavrinningsområde (756784-169903) som SMHI kallar för Mynnar i Vittangiälven. Medelhöjden är 503 meter över havet och ytan är 14,75 kvadratkilometer. Det finns inga avrinningsområden uppströms utan avrinningsområdet är högsta punkten. Vattendraget som avvattnar avrinningsområdet har biflödesordning 3, vilket innebär att vattnet flödar genom totalt 3 vattendrag innan det når havet efter 398 kilometer. Avrinningsområdet består mestadels av skog (96 procent). Avrinningsområdet har 0,46 kvadratkilometer vattenytor vilket ger det en sjöprocent på 3,1 procent.